# شهرستان مرسر (اوهایو)
شهرستان مرسر، اوهایو (به انگلیسی: Mercer County, Ohio) یک سکونتگاه مسکونی در ایالات متحده آمریکا است که در اوهایو واقع شده‌است.